# Santo Antônio de Goiás
Santo Antônio de Goiás este un oraș în Goiás (GO), Brazilia.